# Luna de papel
Luna de papel es el título en castellano de Paper Moon, una película de comedia estadounidense dirigida por Peter Bogdanovich en 1973.
El guion fue adaptado por Alvin Sargent a partir de la novela de Joe David Brown Addie Pray.
La película está ambientada en la época de la Gran depresión en el estado de Kansas y está protagonizada por los actores Ryan y Tatum O'Neal, padre e hija en la vida real, y que en la película también interpretan a un padre (Moses) y una hija (Addie).
En septiembre de 1974, la cadena de televisión ABC estrenó una serie con el mismo título, basada en la película, y protagonizada por una jovencita por entonces desconocida, llamada Jodie Foster en el papel de Addie y Christopher Connelly en el papel de Moses Pray.

## Reparto
- Ryan O'Neal - Moses "Moze" Pray
- Tatum O'Neal - Addie Loggins
- Madeline Kahn - Trixie Delight
- John Hillerman - Ayudante Hardin/Jess Hardin
- Burton Gilliam - Floyd
- P.J. Johnson - Imogene
- James N. Harrell - El ministro
- Noble Willingham - Sr. Robertson

## Producción
Peter Bogdanovich, después de los éxitos logrados con sus anteriores películas The Last Picture Show (La última película) (1971) y ¿Qué me pasa, doctor? (1972), y después de formar la The Director's Company con Francis Ford Coppola y William Friedkin, estaba buscando nuevos proyectos cuando su exesposa y frecuente colaboradora Polly Platt le recomendó filmar el guion que Alvin Sargent había realizado a partir de la novela de Joe David Brown's titulada Addie Pray.
Mientras el guion sufría algunos retoques y el equipo localizaba escenarios, Bogdanovich se volcó en la búsqueda de los actores idóneos para interpretar a la pareja protagonista. Otra vez por recomendación de Polly Platt, seleccionó a la joven Tatum O'Neal, que tenía en aquellos momentos 7 años y ninguna experiencia interpretativa, y a su padre Ryan O'Neal con quien había trabajado recientemente en "¿Qué me pasa, doctor?".
En la adaptación de la novela se hicieron varios cambios. Por ejemplo, la edad de Addie se redujo de los doce años originales a los nueve para acomodarlos a la edad de Tatum, y se cambió el final de la historia para acomodarlo al tono de la película. También se cambió el entorno de la historia desde el sur rural original a las localizaciones del medio-oeste americano (Kansas y Misuri).
Aunque el cambio más evidente fue el del nombre de la película. Peter Bogdanovich pensó que Addie Pray no parecía el nombre de una película, y empezó a buscar otro nombre. Mientras seleccionaba la música para la película, escuchó una canción titulada It's Only a Paper Moon, y decidió darle ese título a la película, después de consultarlo con su gran amigo y mentor Orson Welles. La respuesta que recibió de Welles ha quedado para la historia: "El título es tan bueno que no deberías hacer la película, sino presentar el título y olvidarte de ella".
Es notable de destacar las impresionantes dotes interpretativas de la joven Tatum, quien con tan sólo ocho años y sin ninguna experiencia previa, mostró unas amplias capacidades de trabajo y esfuerzo.
Tatum O'Neal ganó el Premios Óscar en la categoría de Mejor actriz de reparto, la ganadora más joven en una categoría de competición, a pesar de que el peso en la película era el de una actriz protagonista. Sin embargo, muchos creyeron que el tener sólo 10 años haría que muchos académicos no la votaran en la categoría de mejor actriz protagonista. La actriz Madeline Kahn también fue candidata por esta película en la misma categoría ese año. Ese año también fue candidata otra joven en la categoría de mejor actriz de reparto; fue Linda Blair por su papel en "El Exorcista". Esta candidatura junto con la de Tatum o'Neal, abrieron el debate sobre si debían competir niños a los premios, más después de que en 1960 se hubiera eliminado el Premio Juvenil de la Academia. A partir de estas candidaturas, otros niños han recibido nominaciones, como Jodie Foster o Haley Joel Osment, e incluso algunos han ganado el premio, como la joven Anna Paquin.